# 洧州 (唐朝)
洧州，中国唐朝时设置的州。
唐高祖武德二年（619年），王世充以许州尉氏县置尉州。治所在尉氏县（今河南省尉氏县）。武德三年（620年），时德叡将尉州献给唐朝。武德四年（621年），尉州改为洧州，洧州下辖尉氏县、鄢陵县（今河南省鄢陵县）、扶沟县（今河南省扶沟县）、康阴县（今河南省尉氏县永兴镇）、宛陵县（今河南省长葛县南席镇）、新汲县（今河南省扶沟县曹里乡）、归化县（今河南省尉氏县大马乡）。唐太宗贞观元年（627年），废除洧州、康阴县、宛陵县、新汲县、归化县。尉氏县改属汴州。扶沟县、鄢陵县改属许州。
刺史
- 时德叡（620年，尉州刺史）
- 崔枢（620年，洧州刺史）
- 张公谨（620年，洧州长史）